# Station Portslade
Portslade is een spoorwegstation van National Rail in Portslade, Brighton and Hove in Engeland. Het station is eigendom van Network Rail en wordt beheerd door Southern. Het station is geopend in 1840. Het station is Grade II listed